# Bananal (eiland)

Ligging van het eiland Bananal (groen) in het geheel van de deelstaat Tocantins.

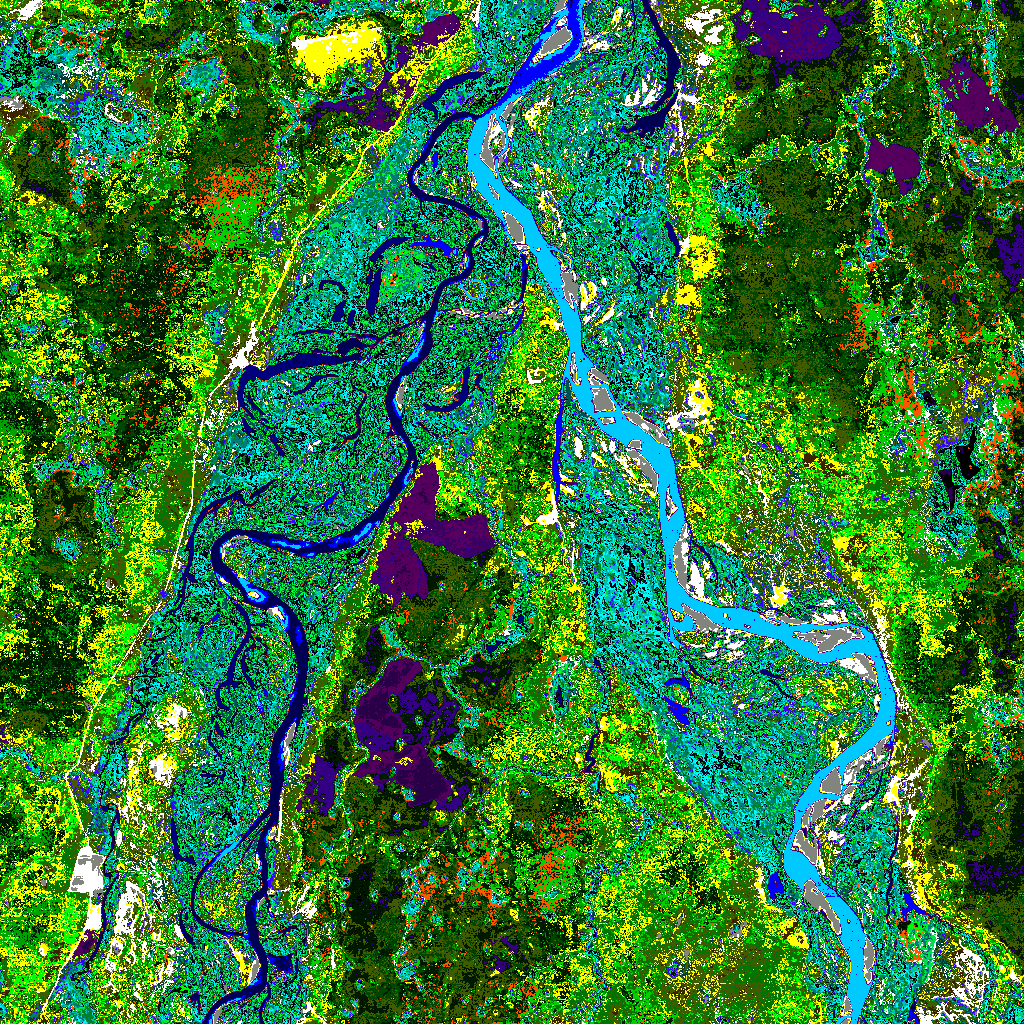
satellietbeelden van het noordelijk deel van Bananal en de samenvloeiing van de twee riviertakken

Bananal (Portugees: Ilha do Bananal) is een Braziliaans eiland, gevormd door de twee takken van de Araguaia. Het eiland is gelegen op het grondgebied van de deelstaat Tocantins in centraal Brazilië. Bananal is het grootste riviereiland ter wereld, en tevens met een oppervlakte van 19.162 km² het op 48 na grootste eiland ter wereld, nauwelijks kleiner dan bv. Sardinië.
Het eiland, ontstaan als gevolg van het fluviatiel proces van de rivier, is 350 km lang en 55 km breed. De westelijke riviertak en grens van het eiland blijft de Araguaia genoemd worden, de oostelijke tak van de Araguaia en eilandgrens wordt de Javaés (Rio Javaés) genoemd.
Het noordelijk deel van het eiland, met een oppervlakte van 5.577 km², is een natuurgebied, het zuidelijk twee derden deel van het eiland is wettelijk beschermd Terras Indígenas, land voorbehouden aan de oorspronkelijke autochtone bevolking van Brazilië, de povos indígenas. Er leven vier stammen op het eiland, Javaés, Karajá, Ava-Canoeiro en Tuxá, verspreid over zestien aldeias of dorpen.
Ten noorden van het eiland, bij de samenvloeiing van de takken van de Araguaia, is in de rivierdelta van de Javaés het unieke natuurgebied Cantão ontstaan. Het met water door- en overstroomde gedeelte van het Amazoneregenwoud wordt Igapó genoemd. Er leven in de delta meer dan 700 vogelsoorten, bijna 300 vissoorten en grote populaties van verder bedreigde diersoorten zoals de reuzenotter, de zwarte kaaiman en een van de grootste zoetwatervissen, de Arapaima gigas. Het gebied is een van de rijkste biologische gebieden van het hele Amazoneregenwoud.
Het eiland is noch over de Javaésrivier met de rest van Tocantins, noch over de westelijke tak van de Araguaia met de aangrenzende deelstaat Mato Grosso door bruggen met het vasteland verbonden. De enige mogelijkheid het eiland te bereiken is gedurende het grootste gedeelte van het jaar een overtocht per boot, hoewel in het droog seizoen van juni tot augustus soms de rivier dusdanig laag in de bedding stroomt dat wagens en traktors de oversteek kunnen uitvoeren.

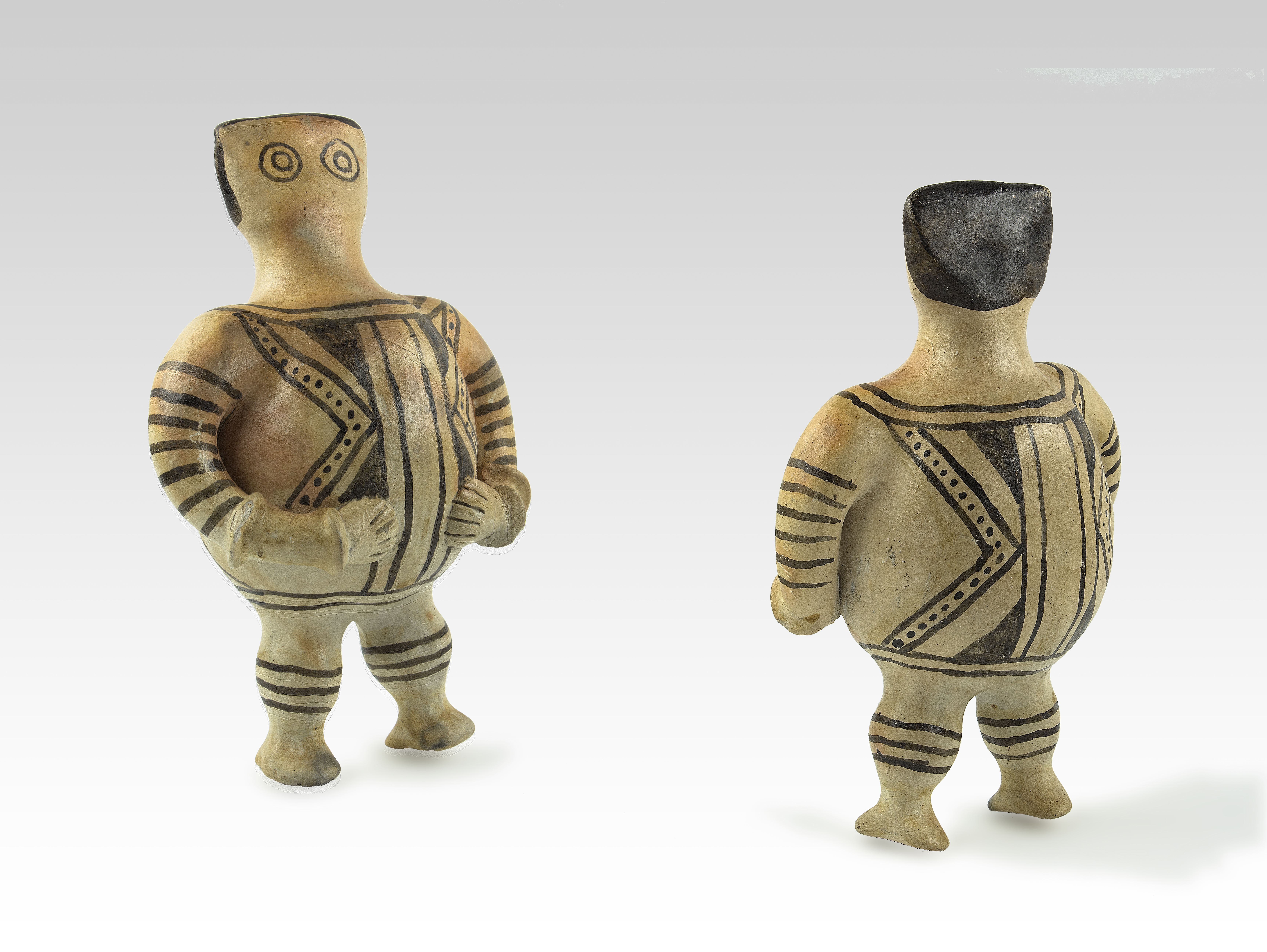
keramisch beeldje